# Multipurpose Laboratory Module

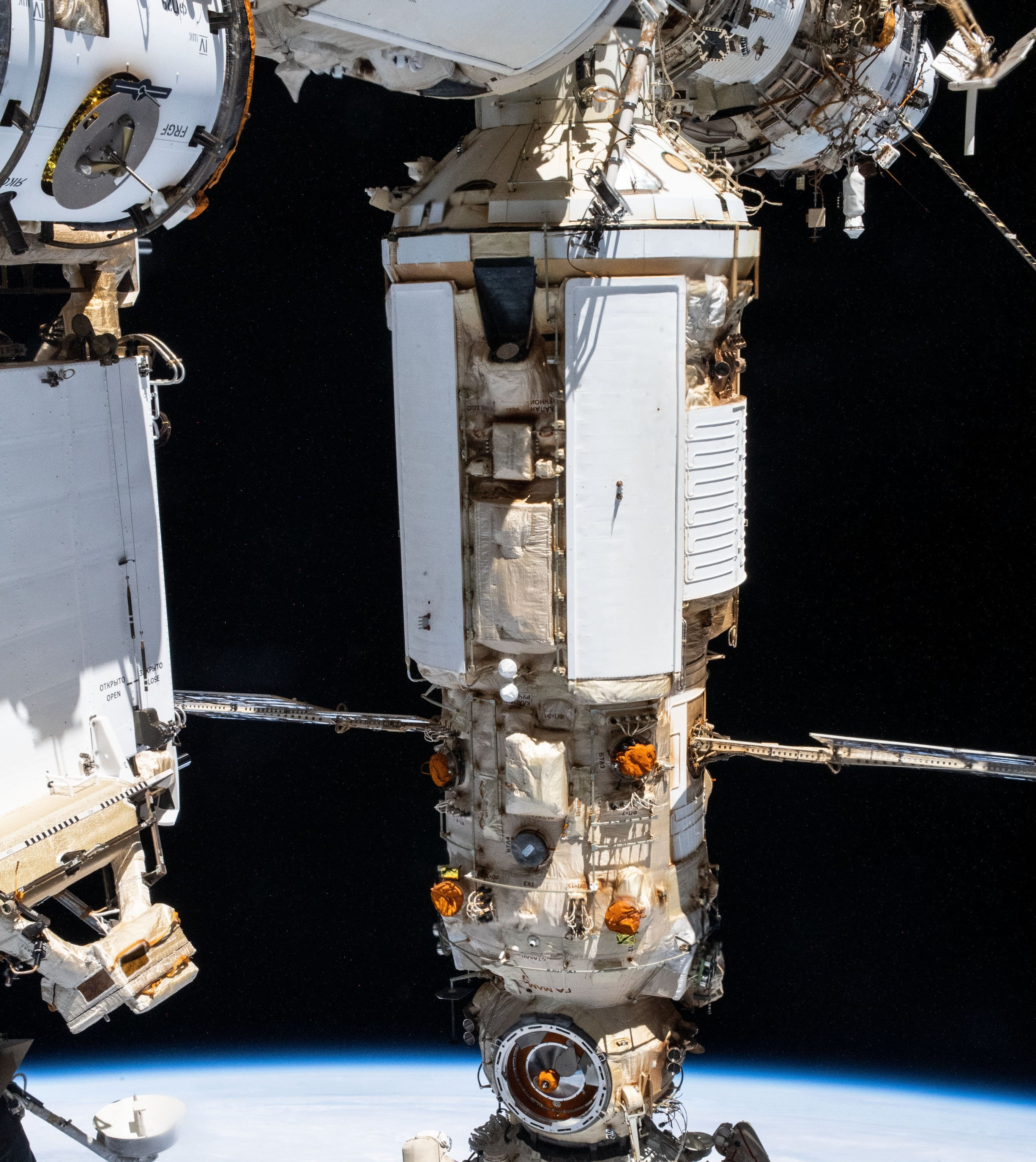
Il MLM agganciato alla ISS.

Il Multipurpose Laboratory Module (MLM), chiamato anche Nauka (in russo Наука?, "scienza"), è un componente della stazione spaziale internazionale sviluppato dall'Agenzia Spaziale Russa per rimpiazzare l'Universal Docking Module. 

## Storia
Nell'agosto del 2004 l'agenzia russa decise di costruire il modulo MLM utilizzando una versione modificata dal Khrunichev Functional Cargo Block (FGB-2). La costruzione di questo modulo era ferma al 70% fin dalla fine degli anni '90. L'FGB-2 inizialmente era una copia di riserva del modulo Zarja e fin dal 1997 venne pianificato il suo utilizzo come Universal Docking Module (UDM). La Russian Federal Space Agency ha affermato che il modulo sarà spedito in orbita da un razzo Proton.
Il lancio, dopo numerosi rinvii nel corso degli anni, venne pianificato per il 25 aprile 2014; l'aggancio alla Stazione Spaziale sarebbe avvenuto il 4 maggio seguente. Quattro mesi prima, tuttavia, fu posticipata a non prima del 2015 dalla stessa Agenzia Spaziale Russa, poi al febbraio 2017, successivamente al dicembre 2017 e infine per giugno 2020. Il lancio è infine avvenuto con successo il 21 luglio 2021. Inizialmente si era valutata la possibilità di utilizzare un modulo alternativo sviluppato dalla RKK Ėnergija e basato sul Commercial Enterprise Module, la proposta infine venne rifiutata.
Il modulo MLM verrà utilizzato per gli esperimenti, come cargo e per consentire l'aggancio temporaneo di navette. Inoltre il modulo servirà come zona di lavoro per l'equipaggio. Il modulo MLM sarà equipaggiato con propulsori per il controllo dell’assetto che serviranno da backup a quelli di Zvezda. Si aggancerà al portello di Nadir del modulo Zvezda ed andrà quindi a sostituire il Pirs; insieme al modulo verrà portato in orbita il braccio robot europeo (ERA) per un suo montaggio successivo.

## Specifiche
- Lunghezza: 13 m
- Diametro: 4,11 m
- Massa: 20300 kg